# ドイツ連邦道路1号線
ドイツ連邦道路1号線（ドイツれんぽうどうろいちごうせん、ドイツ語: Bundesstraße 1、別名：B1）は、ドイツ連邦共和国のノルトライン＝ヴェストファーレン州アーヘン近郊のオランダ国境から、ベルリンを経て、ブランデンブルク州のオーデル川沿いの小村キュストリン=キーツにあるポーランド国境まで東西に走るドイツ連邦道路の主要道路である。

## 歴史
この道路は、ブルージュの北海沿岸とノヴゴロド地域を結ぶ古代の東西交易路から発展した。紀元150年頃のプトレマイオスの『地理学』には、この交易路と軍事道路がすでに記されており、その一部は、塩や農作物の輸送に不可欠な中世のヴェストファーレン交易路（Hellweg）の交易路や、アーヘンからマグデブルクまで神聖ローマ帝国を貫くオットー朝の「王の道」（Via Regia）を形成していた。

## ルートの説明
ドイツ連邦道路1号線の西の端はノルトライン・ヴェストファーレン州アーヘンで、オランダのN278に接続する。
B1はそこを出発して、ノルトライン・ヴェストファーレン州のルール地方を東に向かう。ここではA40号線と同一である。ドルトムントの東でルール地方を離れると、B1はA2の影となる風光明媚なルートを走る。ここでは古い交易ルートであるヘルウェグをたどり、ウンナ、ヴェルル、ソエスト、パーダーボルン、ニーダーザクセン州ハーメルン、ヒルデスハイム、ブラウンシュヴァイクといった都市を横断する。その後は、マグデブルク、ブランデンブルク州ポツダム、ベルリンへといったドイツの主要都市も通過する。
この道路はグリーニッケ橋でベルリン市内に達し、ポツダム広場、ライプツィヒ広場、ライプツィヒ通りを経てアレクサンダー広場に向かう。アレクサンダー広場、カール・マルクス通り、フランクフルター門（Frankfurter Tor）、フランクフルター通り（Frankfurter Allee）を経てベルリンの東側に出ると、ブランデンブルク州ミュンヒェベルク（Müncheberg）までの約20キロをドイツ連邦道路5号線と一緒で、ポーランド国境に達する。
ポーランドとの国境の村キュストリン=キーツで東の端になり、ポーランドを東西に横断するポーランド国道DK22号線に接続する。
アウトバーン東西線には、ドイツ連邦道路1号線の北側にアウトバーン2号線（Autobahn 2）がルール地方のデュースブルクからエッセンやドルトムントを経てハノーファーやマグデブルクなども通りベルリンまであり、また南側をアウトバーン4号線（Autobahn 4）がアーヘンからケルンを経て、途中切れているが、さらにアイゼナッハ、イェーナなどを通りドレスデンとポーランド国境のゲルリッツまである。

## 写真集

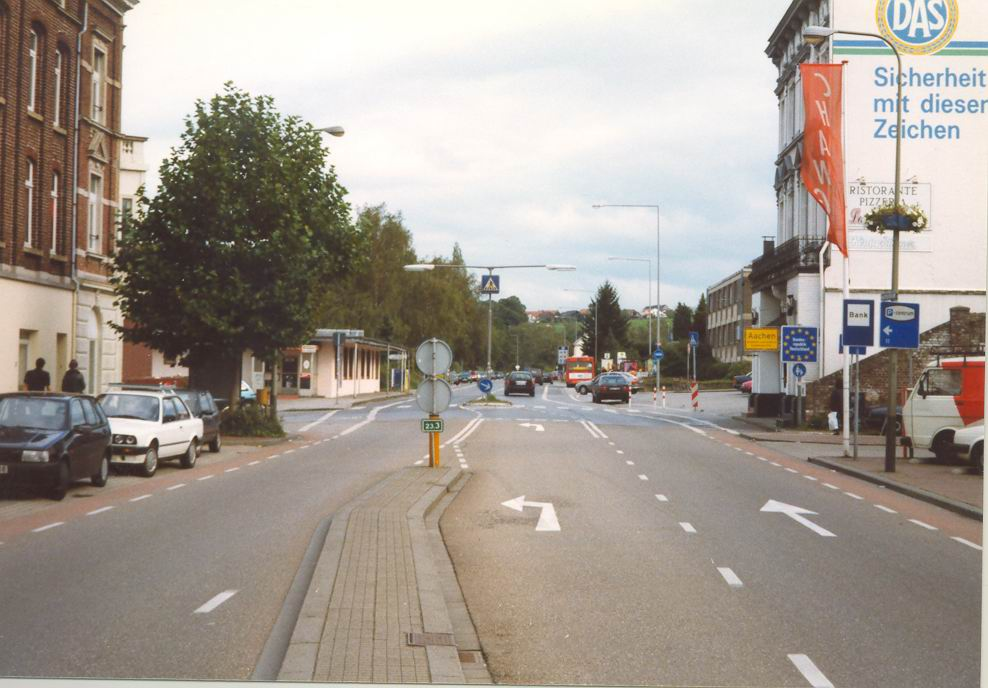
アーヘン
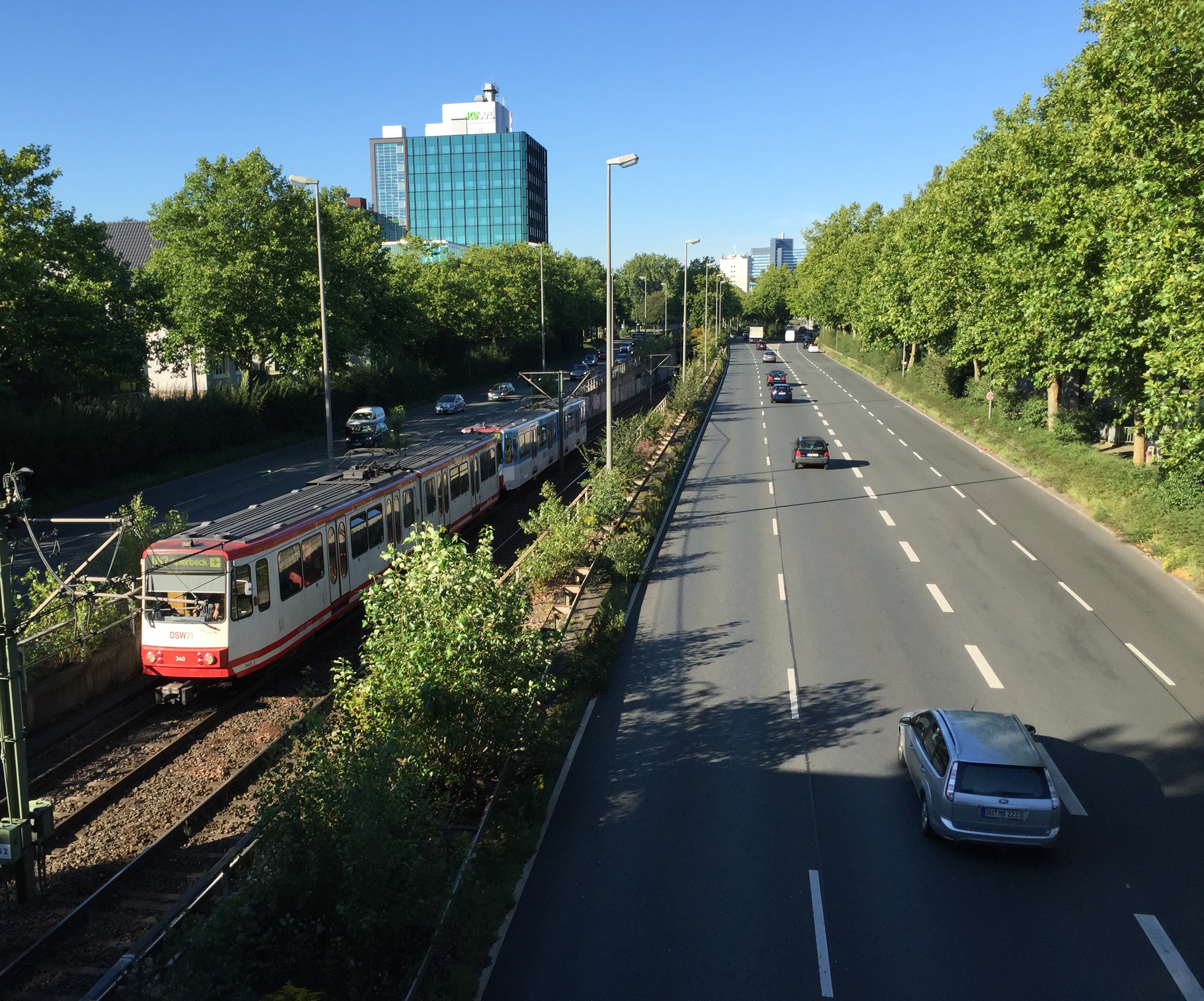
ドルトムント
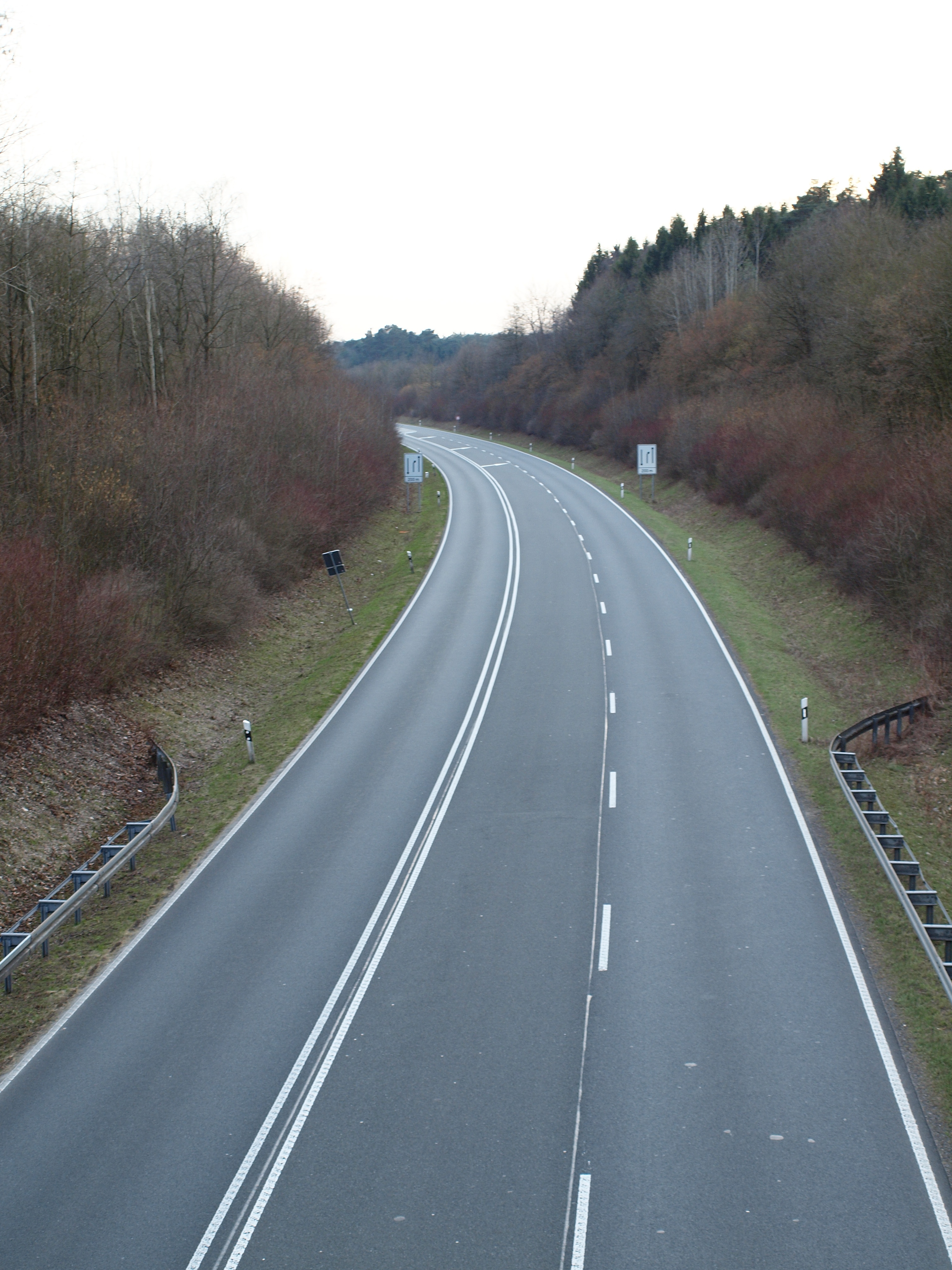
Schlangen付近
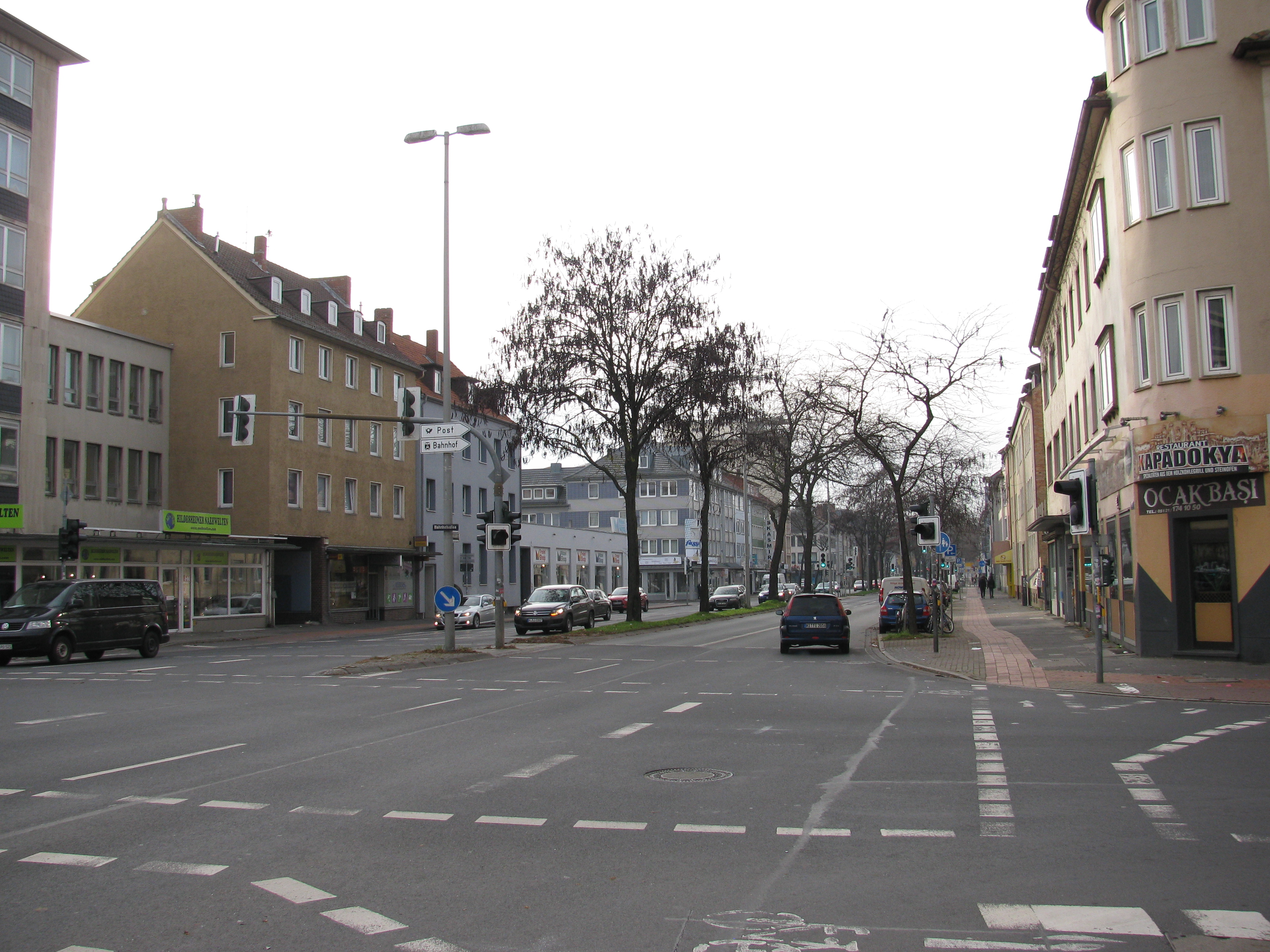
ヒルデスハイム
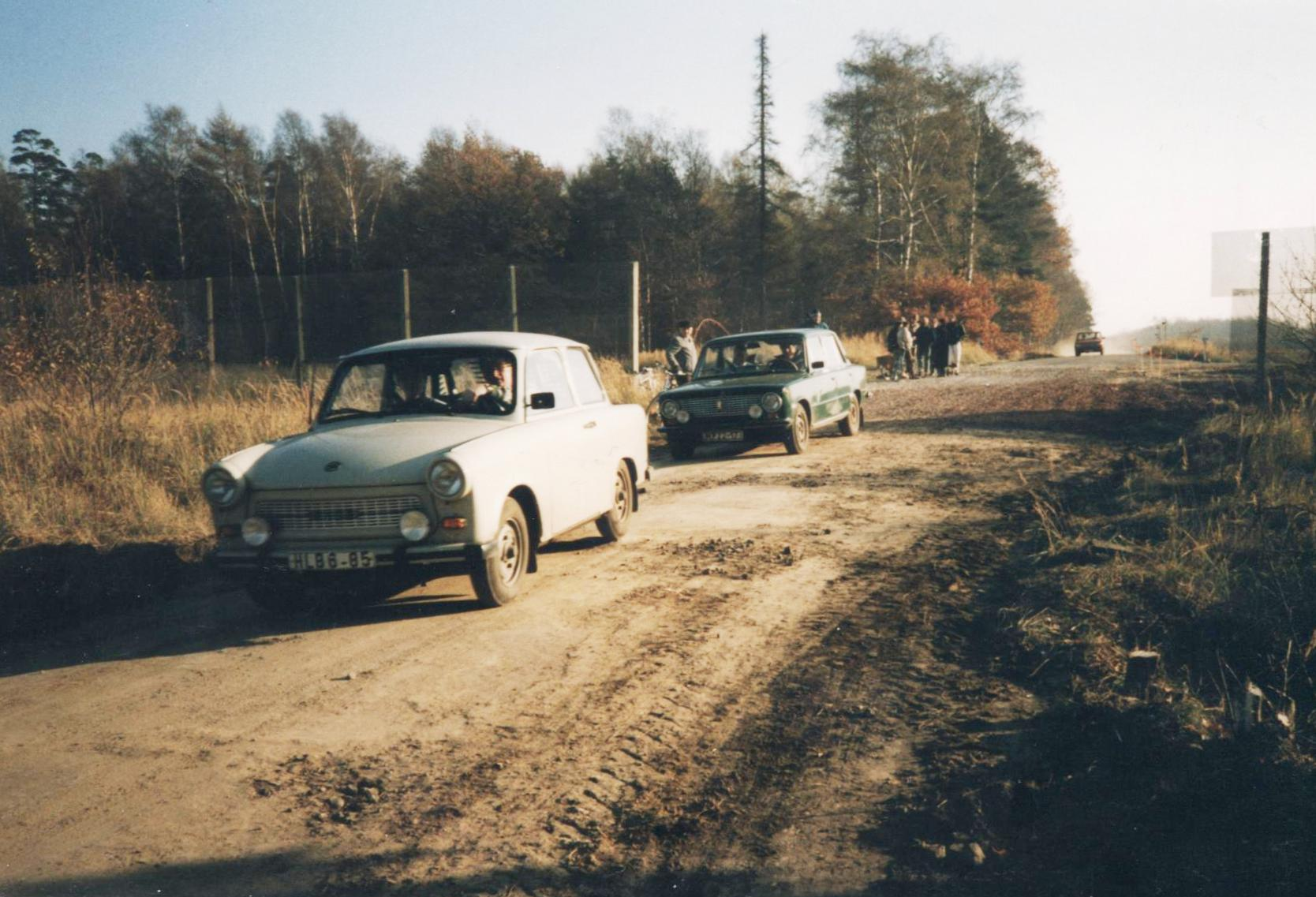
東西道路（F1/B1）の開通（1989年）
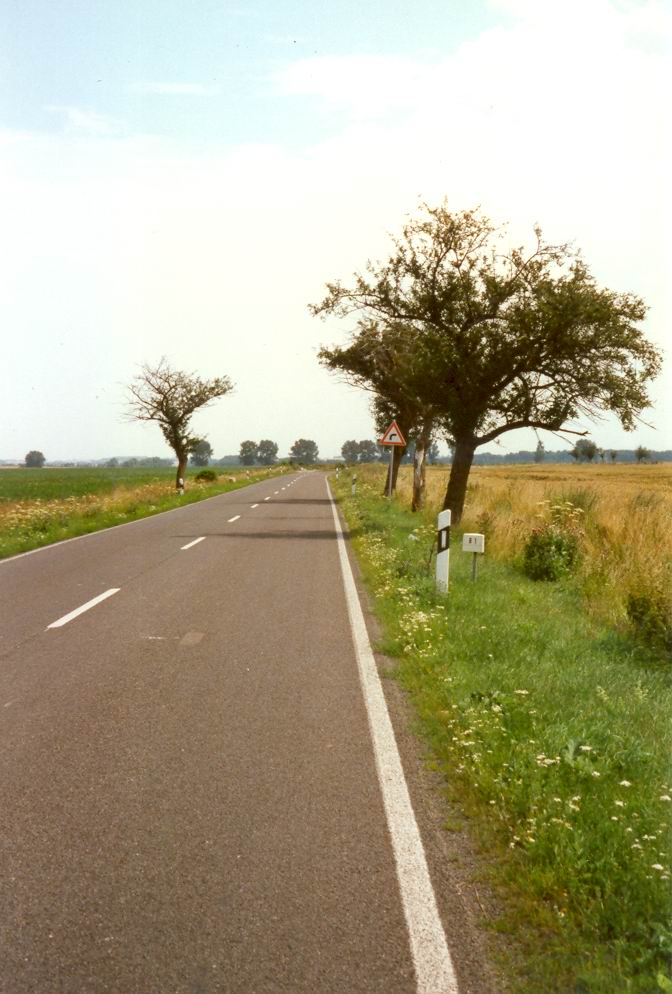
Erxleben付近
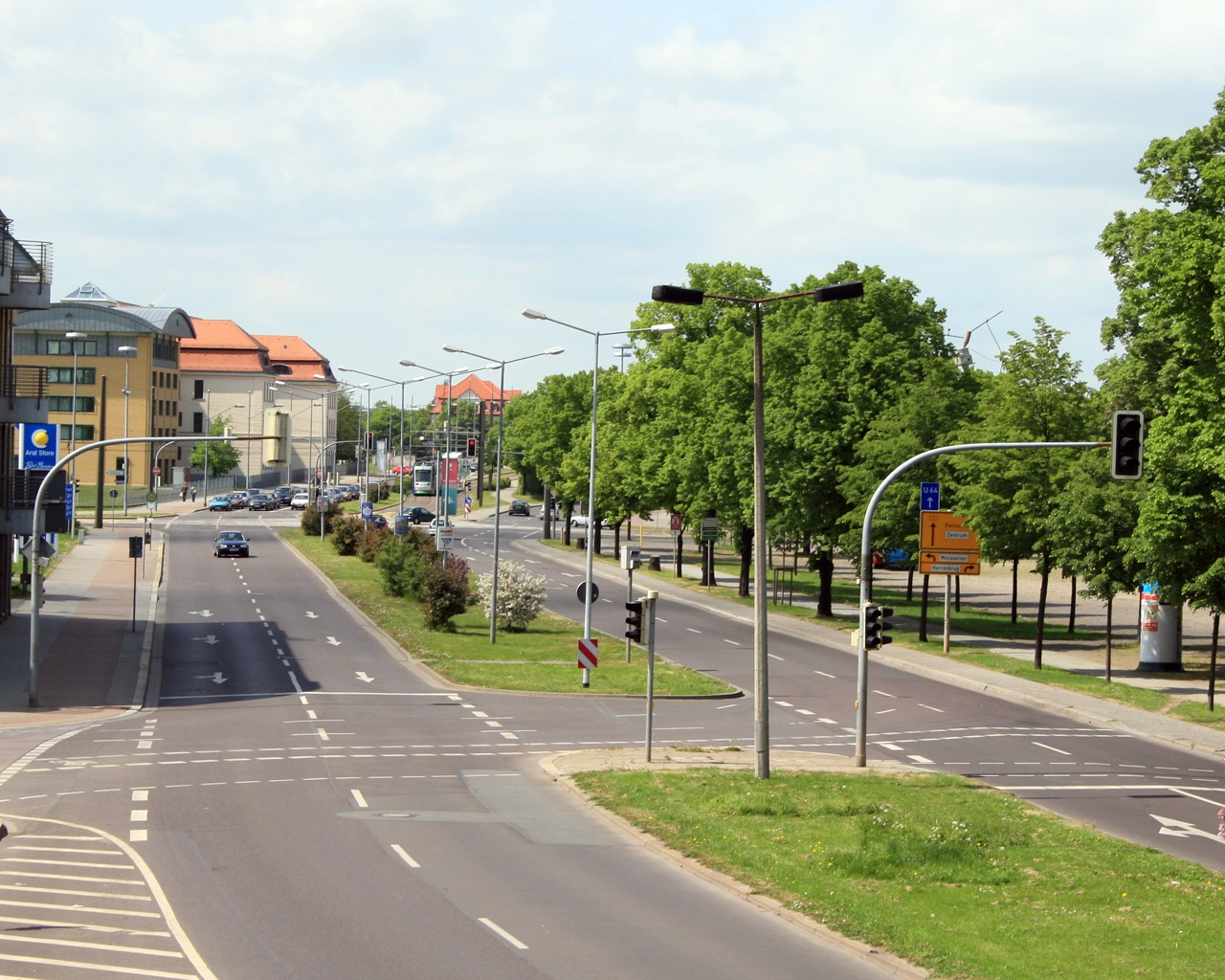
マクデブルク
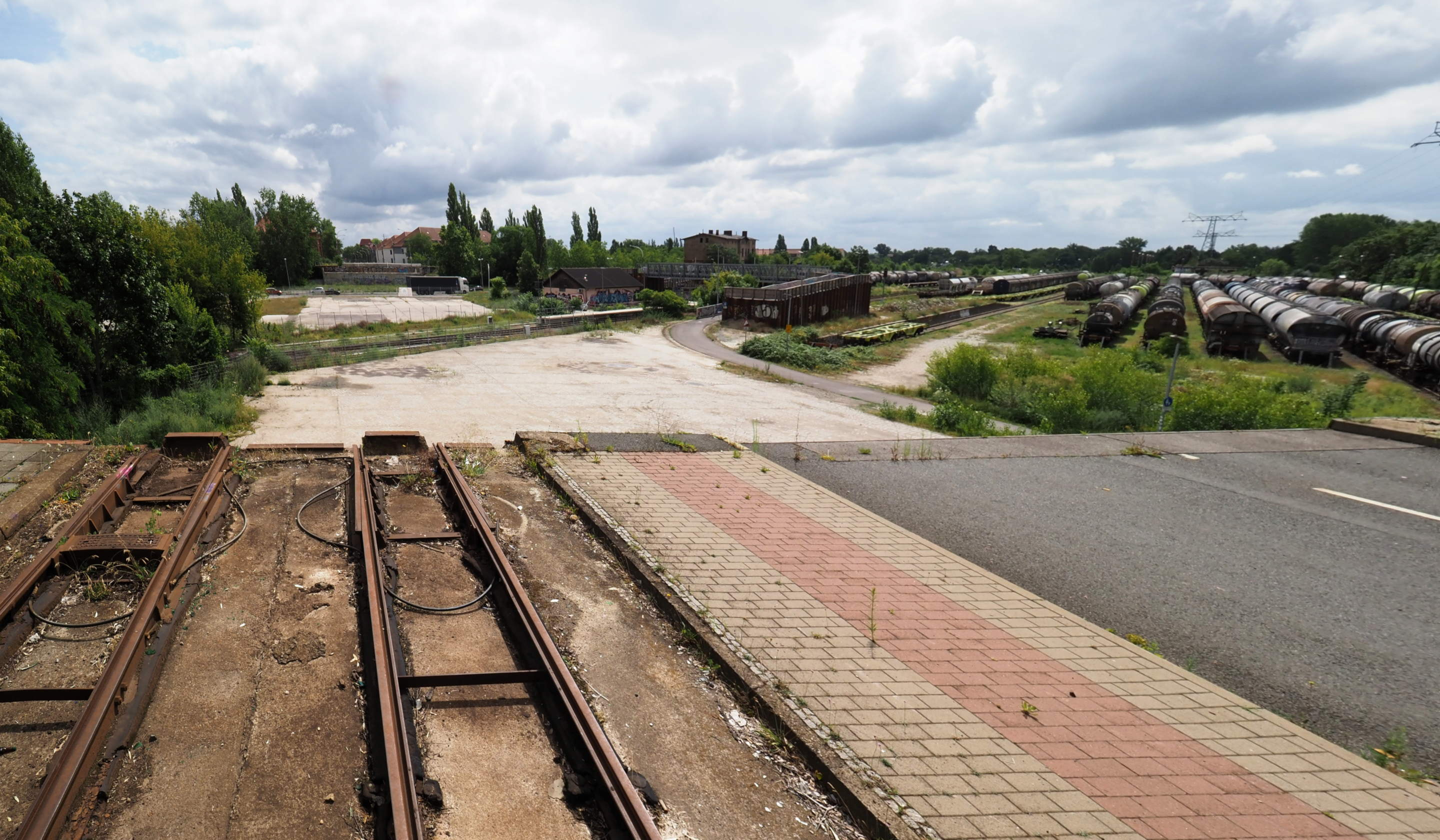
Brandenburg an der Havel橋の修理
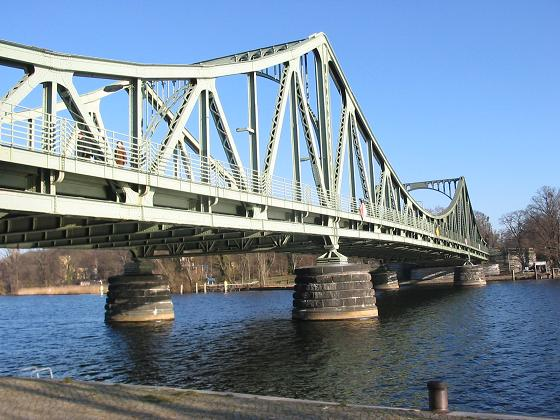
グリーニッケ橋,（ポツダム/ベルリン）
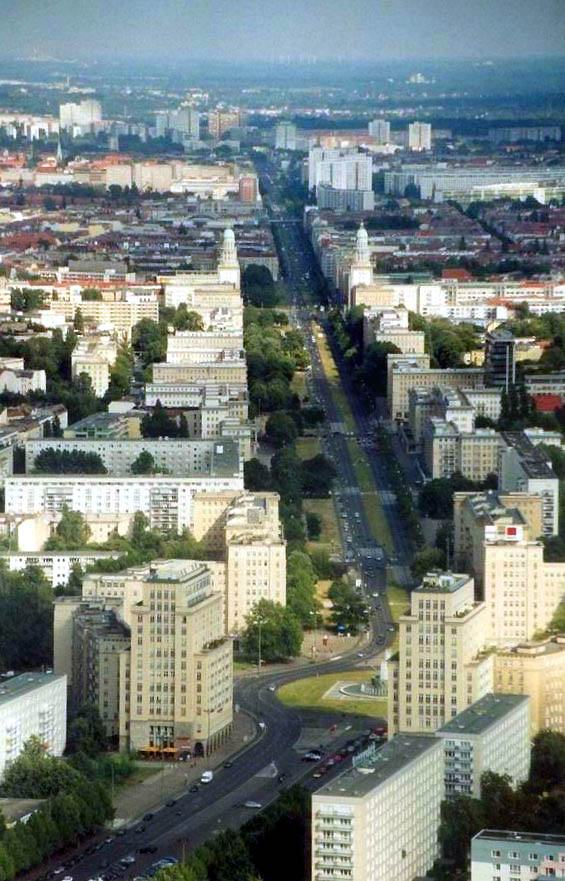
ベルリンのカール・マルクス通り
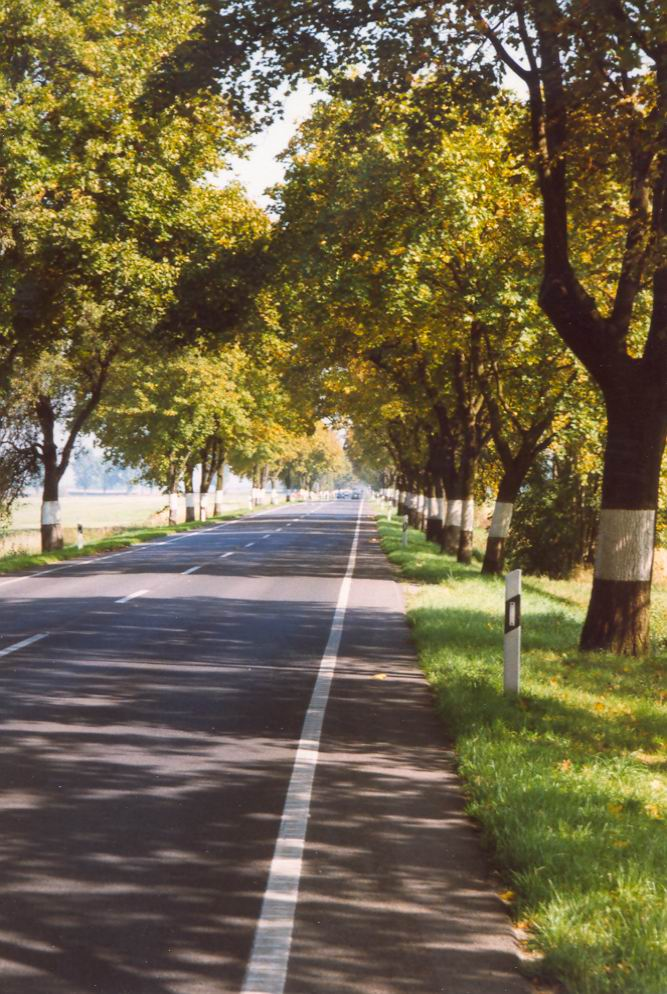
ゼーロウ
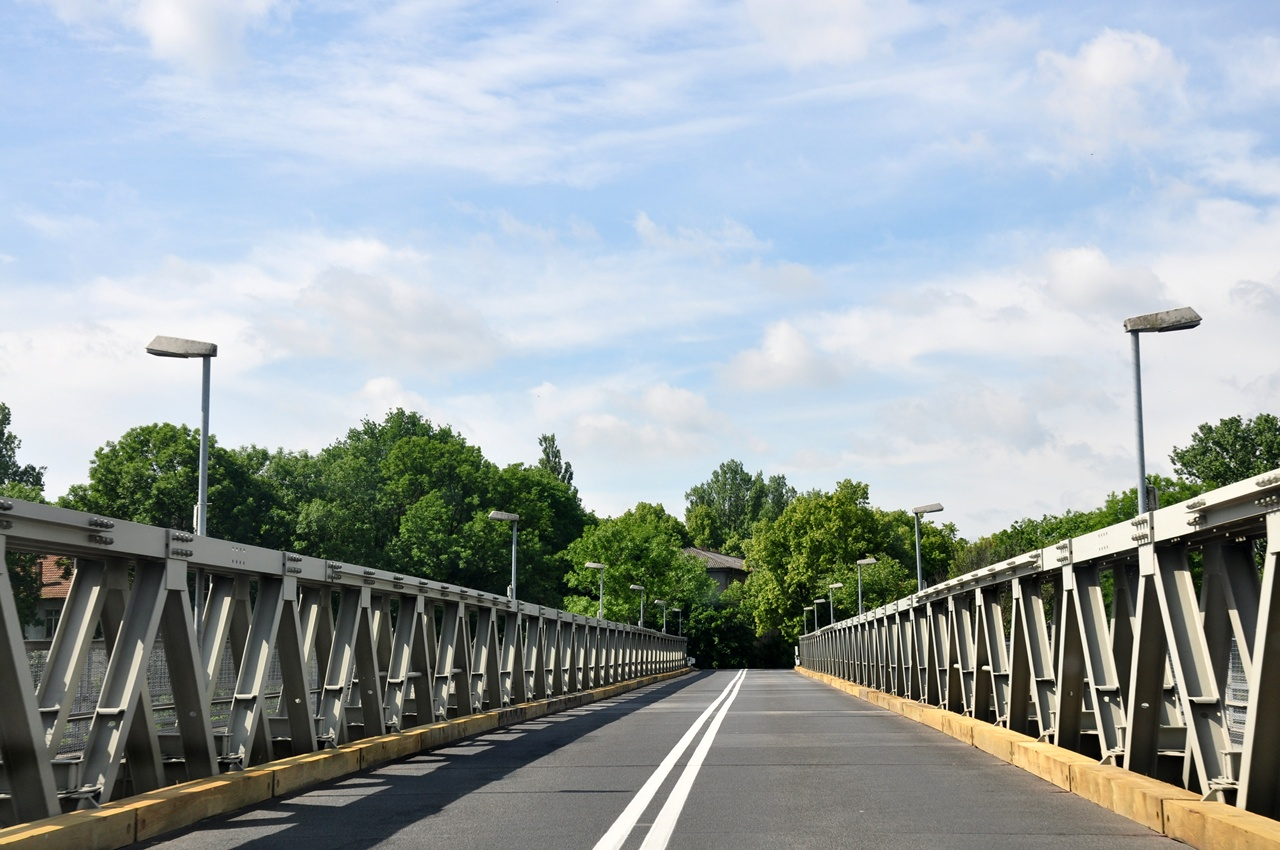
ポーランドのKostrzynへ